# Mineralölwerk Lützkendorf
Koordinaten: 51° 17′ 43,2″ N, 11° 51′ 29,7″ O

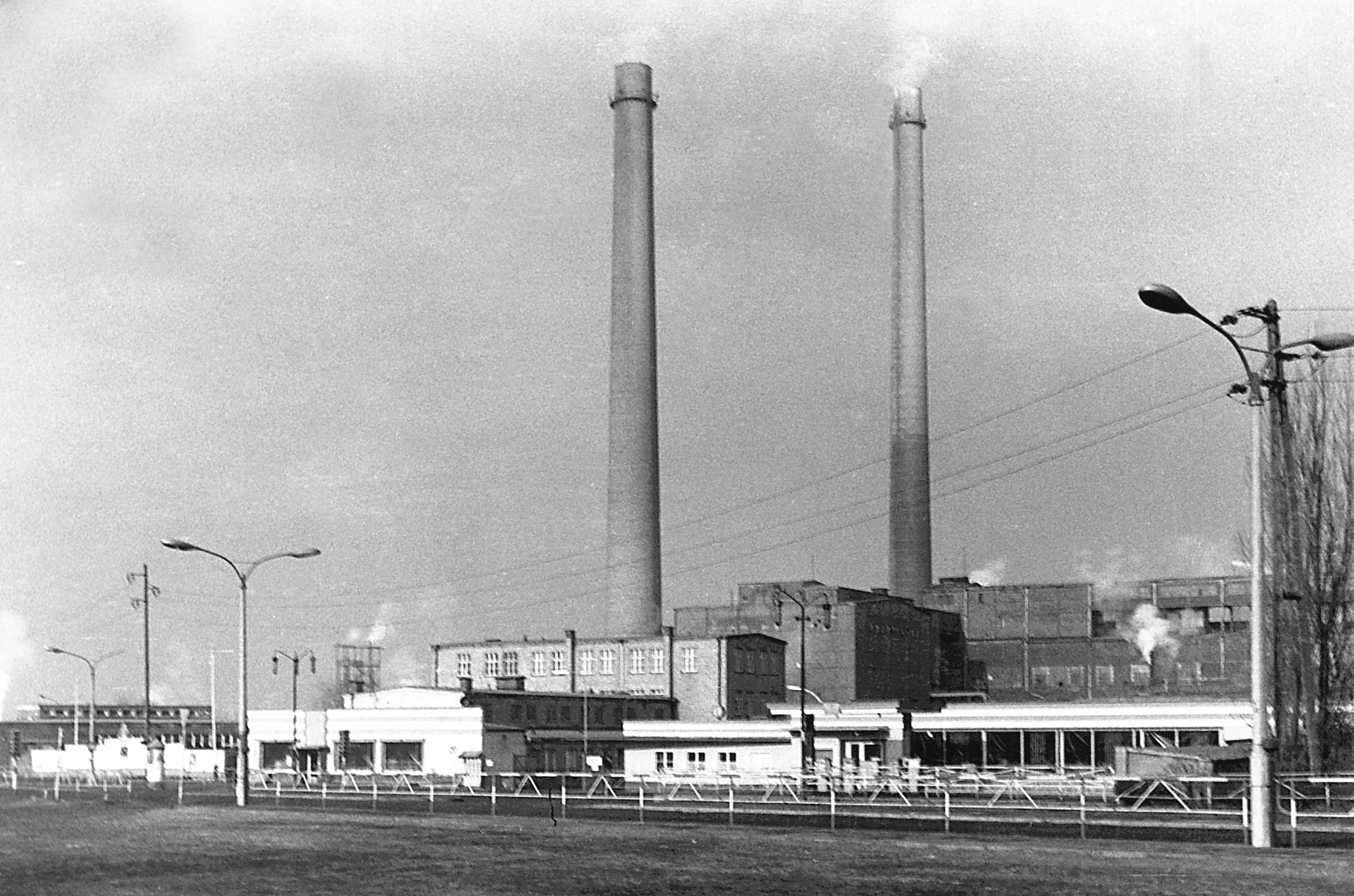
Mineralölwerk Lützkendorf, 1969

Das Mineralölwerk Lützkendorf war ein Chemiewerk in Krumpa, heute ein Ortsteil von Braunsbedra (Sachsen-Anhalt). Von der Wintershall AG zwischen 1936 und 1939 erbaut, produzierte es synthetische sowie konventionelle Kraftstoffe aus Braunkohle und Erdöl. Als volkseigener Betrieb entwickelte sich das Werk nach dem Zweiten Weltkrieg zum größten Schmierstoffhersteller der DDR. Zu den bekanntesten Produkten zählten die Motorenöle mit dem Markennamen Addinol.
Nach der deutschen Wiedervereinigung wurde das Werk 1994 privatisiert, ab 1996 zurückgebaut und 1998 vollständig stillgelegt. Auf dem ehemals 25 km² großen Betriebsgelände befinden sich erhebliche Altlasten, deren Beseitigung bis heute andauert.

## Kriegswichtiger Betrieb

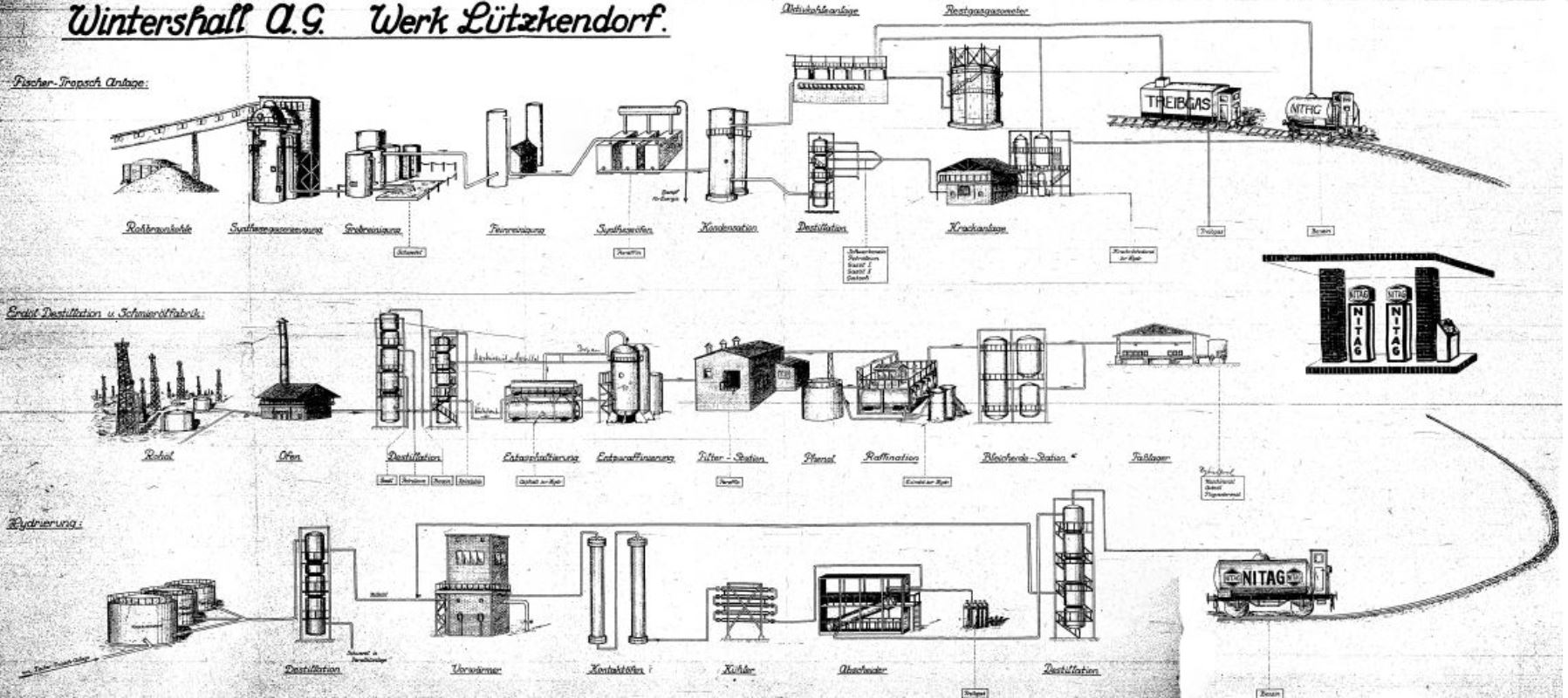
Schema Werk Lützkendorf, 1939

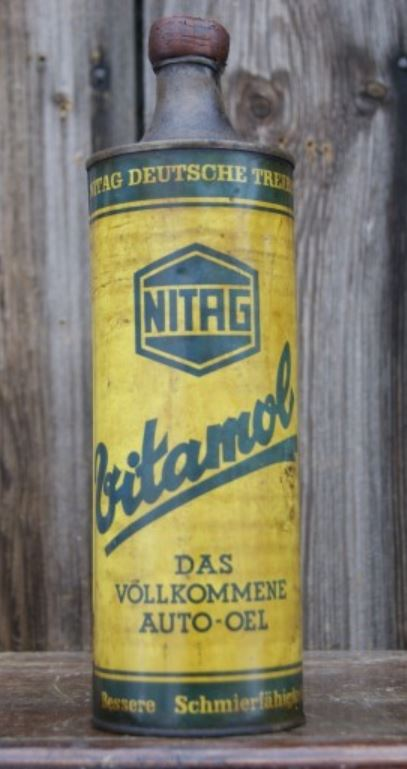
Motoröl Vitamol der Wintershall AG

Das Mineralölwerk Lützkendorf entstand im Zuge der nationalsozialistischen Autarkiebestrebungen. Von der Wintershall AG beauftragt und von der Mitteldeutschen Treibstoff- und Oelwerke A.G. Kassel in Auftrag genommen, begann am 26. Oktober 1936 der Aufbau des Werkes. Die offizielle Firmierung lautete Wintershall A.G. Werk Lützkendorf. 1938 wurde der Ort Lützkendorf ein Gemeindeteil von Krumpa. Zunächst entstand eine Fischer-Tropsch-Anlage. Mit einer Kapazität von 75.000 Jato (Tonne pro Jahr) sollte dieses Hydrierwerk ab Dezember 1938 aus Braunkohle verschiedene synthetische Ölfertig- und Halbprodukte sowie Diesel als anfallendes Nebenprodukt herstellen.
Zusätzlich ging im Februar 1939 eine Destillation und Schmierölfabrik zur Verarbeitung von geförderten Rohöl aus den Erdölfeldern bei Nienhagen und Zistersdorf in Betrieb. Im gleichen Jahr erfolgte die Inbetriebnahme einer nachgeschalteten weiteren großtechnischen Hydrieranlage, die mit einem Durchsatz von 50.000 Jato im Bergius-Pier-Verfahren verschiedene Treibgase und Benzine (Fahrbenzine, Flugbenzine) produzierte. Die erforderliche Rohkohle zur Verflüssigung lieferten überwiegend die Anhaltischen Kohlenwerke aus ihren in unmittelbarer Nähe zu Lützkendorf gelegenen Tagebauen. Bis Ende 1939 war das Werk in seiner Grundfunktion errichtet.
In den vier folgenden Jahren kamen noch zusätzliche Anlagen oder Erweiterungen hinzu, unter anderem der 1941 fertiggestellte sogenannte Europatank, mit einem Fassungsvermögen von 20.000 Kubikmetern damals der größte Treibstofftank Europas. Insgesamt erstreckte sich das Betriebsgelände über eine immense Fläche von 25 km². Der Abschluss des Gesamtaufbaus des Werks war erst im Frühjahr 1944 erreicht und kostete 112 Millionen Reichsmark (nach heutiger Kaufkraft 591,6 Millionen Euro).
Ab Beginn der 1940er Jahre war die Wintershall AG nach der IG Farben AG der zweitgrößte deutsche Chemiekonzern. Das Unternehmen besaß zahlreiche Kaliwerke und neben Lützkendorf noch ein kleineres Mineralölwerk mit einer Kapazität von 40.000 Jato in Salzbergen. Darüber hinaus hielt die Gesellschaft hohe Beteiligungen an der Gewerkschaft Victor Stickstoff- und Benzinwerke in Castrop-Rauxel sowie an der Kontinentale Öl AG und der Karpathen Öl AG. Eigene, teilweise sehr ergiebige Ölfelder besaß die Wintershall AG in Nienhagen und Zistersdorf. Den wesentlichen Teil des Absatzes der Mineralölprodukte aus Lützkendorf und Salzbergen übernahm die NITAG, ebenfalls ein Tochterunternehmen der Wintershall. Die NITAG verfügte über eigene Kesselwagen, Tanklaster und über ein Netz von 650 Tankstellen. Zu den bekanntesten Handelsmarken zählten Nitalin (Fahrbenzin), Nital (Benzin-Benzol-Gemisch) und Vitamol (Motoröl).
Die erfolgreiche Ausdehnung des Konzerns in der Mineralölbranche war im Wesentlichen eine Folge der guten Beziehungen zum NS-Regime. August Rosterg und andere Direktoren der Wintershall unterstützten die Autarkiebestrebungen und betrachteten diese als „Grundlage für die Wiedergesundung Deutschlands“. Der nationalsozialistischen Rassenpolitik folgte die Unternehmensleitung allerdings widerwillig. Beispielsweise wurden erst ab April 1936 auf Druck des Landes Thüringen, das Großaktionär der Wintershall AG war, die jüdischen Aufsichtsratsmitglieder bei ihrer turnusmäßig anstehenden Wiederwahl ersetzt. Ausdrücklich hielt der Geschäftsbericht 1937 dazu fest, dass dies „allein auf die Forderung des Landes Thüringen“ zurückzuführen sei.
1943, dem höchsten Produktionsjahr des Mineralölwerks Lützkendorf während der NS-Zeit, konnten insgesamt 111.700 Tonnen Rohstoffe (inklusive Erdöl, Braunkohle, Schwelteer und Grudekoks) verarbeitet werden. Die Sparte Schmierstoffe erzielte 1943 einen Gewinn von 6 Millionen Reichsmark. Dagegen erreichte das Synthesewerk nur 40 Prozent der geplanten 75.000 Jato Gesamtausstoß an Primärprodukten. Faktisch war die Anlage infolge permanenter Wartungs- und Reparaturarbeiten zu jeder Zeit unwirtschaftlich. Im Vergleich zu allen anderen deutschen Hydrierwerken erzielte das Mineralölwerk Lützkendorf stets die schlechtesten Produktionswerte.
Bereits in den Anfangsjahren stellte sich die Standortwahl als nicht optimal heraus. Zwar waren die Anfahrtswege der Kohle gering, jedoch konnten die in der Umgebung vorhandenen Tiefbrunnen nicht die benötigte Schöpfmenge Frischwasser erbringen. Zudem war das im Geiseltal gewonnene Wasser extrem kalkhaltig. Daraus resultierten Zusetzungsprozesse in den Rohren und Konflikte bei der Hydrierung. Ein weiteres Problem war die mit zunehmendem Abbau immer sandiger und schwefelhaltiger werdende Kohle. Dies verunreinigte das Synthesegas und wirkte sich negativ auf die Katalysatoren sowie deren Lebensdauer aus. In der Folge wurde mehrfach eine vollständige Stilllegung der Fischer-Tropsch-Synthese diskutiert. Dazu kamen ungünstige Konstruktionen, schlechte Bauausführungen, fehlende Ersatzteile und ein permanenter Mangel an qualifizierten Arbeitskräften.
Die Kapazitätsfaktoren Personal und Leistung (Ausbringungsmenge) wiesen ein deutliches Missverhältnis auf. Als Vergleich diente oft das viel größere Brabag-Werk Zeitz mit einer Kapazität von 320.000 Jato. So arbeiteten im April 1944 im Mineralölwerk Lützkendorf rund 5000 Menschen im Dreischichtbetrieb, darunter 1000 Montagearbeiter anderer Firmen und zahlreiche freiwillige Fremdarbeiter aus verschiedenen Ländern. Hingegen waren zur gleichen Zeit im Brabag-Werk Zeitz ebenfalls im Schichtdienst 2991 Personen, davon 755 zivile Ausländer, beschäftigt.
Durch politischen Druck und im eigenen Interesse der Wintershall entstanden für die Werksangehörigen zwischen 1937 und 1943 vier Arbeitersiedlungen. Das Eigenheim für Arbeiter war ein Kernziel der nationalsozialistischen Innenpolitik. Besonders propagiert wurde die Kleinsiedlung, bestehend aus Heimstätten oder Kleinsiedlerstellen. Zunächst erfolgte in Krumpa der Bau einer Siedlung mit Einfamilienhäusern und sogenannten Volkswohnungen in zweigeschossigen Wohnblöcken. Zu jeder Wohneinheit gehörten 150 m² Gartenland. Um den anschwellenden Bedarf an Wohnungen und Einfamilienhäusern für die Belegschaft zu decken, wurden in Mücheln drei weitere Werkssiedlungen errichtet. Dazu kamen eine Volksschule, mehrere Einkaufsläden, ein neuer Bahnhof und Freizeitanlagen für die Betriebssportgemeinschaft.

## Zwangsarbeiter
Zwei Wochen vor der alliierten Invasion in der Normandie begannen die anglo-amerikanischen Luftangriffe auf das Mineralölwerk Lützkendorf. Zwischen dem 12. und 29. Mai 1944 flogen 1000 schwere US-Bomber konzentrierte Angriffe gegen alle Raffinerien und Treibstoffwerke im deutschen Einflussbereich. Sämtliche Anlagen waren danach erheblich, meist total zerstört. Die schwersten Schäden erlitten gleich am ersten Tag die Werke in Leuna, Böhlen, Tröglitz und Lützkendorf. Vor diesem Hintergrund ordnete Adolf Hitler am 30. Mai 1944 „Sofortmaßnahmen zur Wiederinbetriebnahme und zum Schutz der Hydrierwerke“ an. Es entstand der sogenannte Mineralölsicherungsplan, ein Geheimprojekt, für dessen Umsetzung rund 350.000 Menschen, darunter Schätzungen zufolge mindestens 50.000 KZ-Häftlinge, zum Einsatz kamen.
Das Programm erstreckte sich auf den Wiederaufbau und ab Mitte Juni 1944 verstärkt auf die Untertage-Verlagerung der Treibstoffindustrie. Für die Mineralölwerke der Wintershall waren primär die Geheimobjekte Ofen 5/6 in Messinghausen und Ofen 7/8 in Mühlenbein bei Brilon vorgesehen. Am 7. Juli 1944 erfolgte ein weiterer schwerer alliierter Luftangriff auf Lützkendorf. Das Werk brannte 33 Stunden. Die Synthese und Hydrierung konnte danach nicht wieder in Betrieb genommen werden, nur die Schmierölfabrik produzierte in begrenztem Umfang weiter. Damit begannen die Demontagen von Anlageteilen und die Auslagerung der Verwaltungsabteilungen. Die Buchhaltung fand Unterkünfte in Mücheln, der Einkauf in Stöbnitz, die Registratur in Gröst, das Lohnbüro in Zeuchfeld und die technische Leitung in Leiha. Wichtige Ersatzteile sowie Handelswaren gelangten zur Lagerung ebenfalls nach Gröst und Stöbnitz.
Wie alle Betreiber der zerstörten Hydrier- und Treibstoffwerke erhielt auch die Wintershall nach den Luftangriffen für Aufräumarbeiten und die Untertage-Verlagerung KZ-Häftlinge zugewiesen. Ab dem 14. Juli 1944 bestand in unmittelbarer Nähe zum Werk ein Außenlager des KZ Buchenwald mit anfangs 924 Zwangsarbeitern. Darunter befanden sich Belgier, Deutsche, Franzosen, Polen und Russen. Das Lager wurde von der SS betrieben. 15 Häftlinge starben bei einem Luftangriff am 20. Juli 1944 und zwei an Wundstarrkrampf. Zugeordnet waren die Zwangsarbeiter beispielsweise der Demontage und Untertage-Verlagerung der Krackanlage, die am 19. September 1944 in Ofen 9/10 im Mühlental bei Rübeland in Betrieb ging. Danach wurde weit über die Hälfte der Häftlinge nach Buchenwald zurückgeführt. Bis Ende November 1944 sank in Lützkendorf die Anzahl der Zwangsarbeiter auf 360. Am 21. Januar 1945 erfolgte die Räumung des Lagers. Die restlichen Häftlinge wurden ins KZ Mittelbau-Dora deportiert.
Die Mehrzahl der im Rahmen des Mineralölsicherungsplan zum Einsatz gekommenen Arbeitskräfte waren keine Zwangsarbeiter, sondern betriebsfremde Hilfsarbeiter aus nahe gelegenen Industriebetrieben, Angehörige des RAD, der Technischen Nothilfe, der Luftschutzpolizei, des Zoll- und Grenzschutzes und der Wehrmacht. Mit zeitweise 8000 Einsatzkräften erfolgten in Lützkendorf von Mitte Mai 1944 bis Ende März 1945 ununterbrochen Instandsetzungs- und Demontagearbeiten. Viele Anlagenteile, die nicht mehr verwendet werden konnten, wurden für fremde Untertage-Projekte genutzt. Insgesamt flogen die alliierten Bomber 14 Angriffe gegen das Werk, zwischen denen die Produktion in der Schmierölfabrik, wenn auch eingeschränkt, immer wieder anlief. Die „Öl-Offensive“ der Alliierten gegen die deutschen Hydrierwerke, Raffinerien und Tanklager fand ihren Abschluss mit einem Großangriff auf das Mineralölwerk Lützkendorf in der Nacht vom 8. zum 9. April 1945. Innerhalb von elf Monaten wurden 23.791 Bomben auf das Werk abgeworfen. Nach dem letzten Angriff waren 80 Prozent der Betriebsanlagen zerstört. Fünf Tage später, am 13. April 1945, besetzte die United States Army das Werk.

## Reparationsleistungen

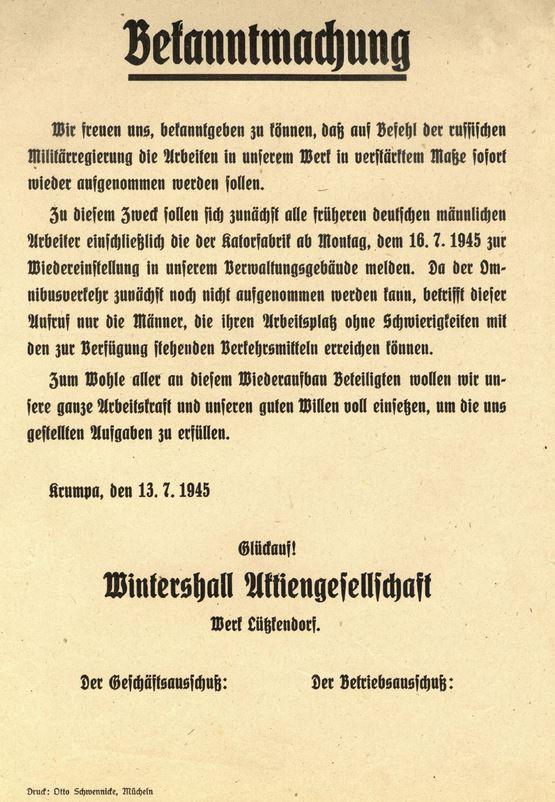
Bekanntmachung zur Wiederaufnahme der Produktion

Vom 1. bis 4. Juli 1945 zogen die US-Streitkräfte aus Mitteldeutschland ab und überließen gemäß dem Zonenprotokoll das Gebiet im Tausch gegen West-Berlin der Sowjetischen Besatzungsmacht. Zuvor hatten US-amerikanische Sondereinheiten (T-Force) das Werk Lützkendorf wochenlang hermetisch abgeriegelt und die noch vorhandene Technik detailliert inspiziert. Aufgabe der T-Force war es, die fortschrittliche deutsche Hydrier- und Synthese-Technologie für eigene industrielle Zwecke und vor dem Zugriff der Sowjets zu sichern. Tagelang wurden Führungskräfte der Wintershall, Chemiker und Techniker vernommen. Neben den Anlagen waren Reaktionsbedingungen wie Temperatur, Druck, Mischungsverhältnisse, Katalysatoren, pH-Werte, Lösungsmittel sowie die Bombenschäden und deren Auswirkungen auf die Produktion von besonderem Interesse. Bei der Räumung nahmen die Sondereinheiten dann sämtliche Patentunterlagen und führende Techniker des Werkes mit.
Nach der Übernahme befahl am 12. Juli 1945 die Sowjetische Militäradministration in Deutschland (SMAD), die Produktion in Lützkendorf wieder aufzunehmen. Trotz der schweren Kriegsschäden begann schon kurz danach die Auslieferung der ersten Schmierstoffe als Reparationsleistung an die Sowjetunion. Am 18. Oktober 1945 erging der SMAD-Befehl Nr. 102 zum Wiederaufbau der Treibstoffanlagen. Die Anordnung umfasste die vollständige Wiederinbetriebnahme des Hydrierwerks, der Synthese-Anlage, der Destillation und Schmierölfabrik. Bereits im Dezember 1945 lieferte die Grube Cecilie wieder Kohle. Ende Februar 1946 lief die Treibstoffproduktion in den Hydrierkammern der Bergius-Pier-Anlage wieder an. Die Fischer-Tropsch-Synthese konnte im Mai 1946 angefahren werden, jedoch dauerte es ein weiteres Jahr, bis sie wieder vollständig in Betrieb ging. Ab März 1946 rollten auch wieder Erdölzüge zwischen dem österreichischen Zistersdorf und Lützkendorf. Von 1946 bis 1955 musste Österreich insgesamt 17.761.556,7 Tonnen Erdöl als Reparation an die Sowjetunion verbuchen. Wie viel davon bis Juni 1948 nach Lützkendorf zur Weiterverarbeitung in die Schmierölfabrik gelangte, ist nicht bekannt.
Im Januar 1946 wurde das Werk unter sowjetischer Leitung in Sequester gestellt. Am 20. Juli 1946 folgte die entschädigungslose Zwangsenteignung der Wintershall AG in der Provinz Sachsen. Diesen ohne Volksentscheid getroffenen Vermögensentzug führte formal nicht die SMAD durch, sondern kommunistische deutsche Handlanger. Am 11. November 1946 wurde das Werk in eine Sowjetische Aktiengesellschaft (SAG) namens SAG für Brennstoffindustrie – und damit in sowjetisches Eigentum – überführt. Im Dezember 1947 befahl die SMAD die komplette Demontage des wiederaufgebauten Hydrierwerkes (Bergius-Pier-Anlage) und anderer Produktionsteile. Das Hydrierwerk wurde bis Mitte 1948 komplett abgebaut und in die Sowjetunion verfrachtet. Danach verlagerten sich die Reparationen auf Entnahmen aus laufender Produktion.
Nach den Demontagen gestattete die SMAD der neu gegründeten Provinz Sachsen-Anhalt den etappenweisen Rückkauf der in Lützkendorf verbliebenen Anlagen bei zeitgleicher Überführung in „Volkseigentum“. Zum 1. Juli 1948 wurde das Werk als VEB Mineralölwerk Lützkendorf, Krumpa in die Vereinigung Volkseigener Betriebe (VVB) Kohlenwertstoffe in Halle (Saale) eingegliedert. Das Mineralölwerk Lützkendorf war das erste Chemiewerk, das die SMAD in deutsche Nutzung übergab. Die vollständige Einstellung der Reparationsleistungen erfolgte jedoch erst nach dem Volksaufstand vom 17. Juni 1953.

## Volkseigener Betrieb

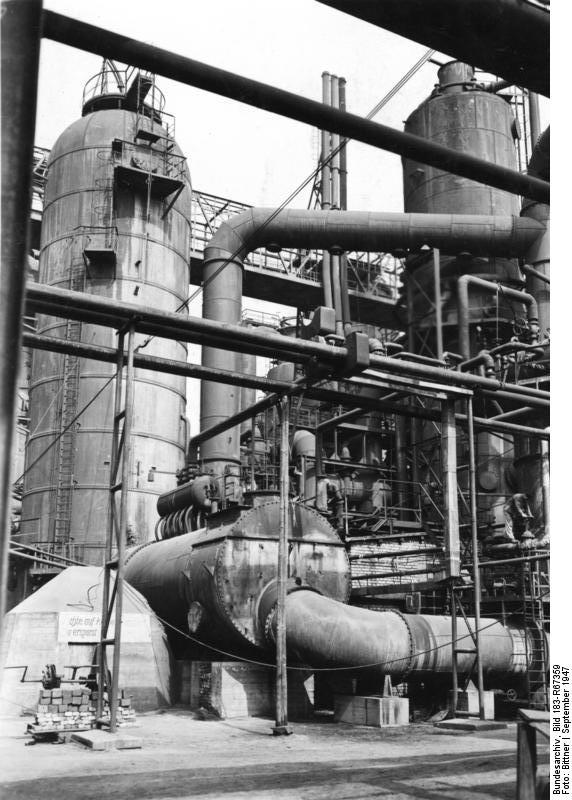
Lurgi-Druckvergaser (Teil der wiedererrichteten Fischer-Tropsch-Anlage) im Mineralölwerk Lützkendorf, 1947

Ab Oktober 1948 entwickelte sich das Werk zu einem Schwerpunkt- und Musterbetrieb der DDR. Von Anfang an nutzte es die SED-Führung für Propagandazwecke. Das Zentralorgan Neues Deutschland berichtete bis 1989 regelmäßig über die „hervorragenden Leistungen“ und die „überdurchschnittlichen Planerfüllungen“ der „Lützkendorfer Werktätigen“. Gleich nach Gründung der DDR drehte die DEFA den Dokumentarfilm Die neuen Herrn von Lützkendorf. Unter der Regie von Werner Bergmann und Karl-Eduard von Schnitzler stellte der Film dar, was die „neuen Menschen der Arbeit“ in diesem „nunmehr volkseigenen Hydrierwerk“ anders und besser als die „westdeutschen Kapitalisten“ machten. Später trug sogar ein Tankschiff der DDR-Handelsflotte den Namen Lützkendorf.
Das Werk galt in der DDR als Triumph der „sozialistischen Technik“ und als Beweis für die „brüderliche Zusammenarbeit“ mit der Sowjetunion. Allerdings verschwieg die Propaganda, dass im VEB Mineralölwerk Lützkendorf vom Beginn bis zum Zusammenbruch der DDR permanent Hunderte Bausoldaten und Strafgefangene (überwiegend politische Häftlinge) als Zwangsarbeiter beschäftigt waren. Dabei folgte die DDR dem propagandistischen Wortspiel der Sowjetunion, indem sie Zwangsarbeit als Arbeitserziehung bezeichnete, da es offiziell in sozialistischen Ländern keine Zwangsarbeiter gab. Ebenso wurde verschwiegen, dass die rohstoffarme DDR mit Werken wie Lützkendorf nichts anderes als die im „Dritten Reich“ praktizierte Autarkiepolitik fortsetzte.
Unter dem ökonomischen Minimalprinzip verstand die sozialistische Betriebswirtschaft primär das Verhältnis Ausbringungsmenge (erzeugte Güter) zur Einsatzmenge (eingesetzte Rohstoffe). Das heißt, mit der geringstmöglichen Anzahl von Rohstoffen sollten höchstmöglich viele Produkte hergestellt werden, was nicht selten zu Lasten der Qualität ging. Dagegen spielte der Faktor Personal eine untergeordnete Rolle. So stieg im Mineralölwerk Lützkendorf die Anzahl der Beschäftigten von 3600 im Jahr 1956 auf 4500 ab dem Jahr 1968.
Ein weiteres Tabu war die Umweltverschmutzung. Die nach dem Zweiten Weltkrieg noch vorhandenen oder wiederaufgebauten Anlagen gingen mit einer nicht ausreichenden, maroden Abgasreinigung und Rauchgasentschwefelung in Betrieb. Später neu errichtete Werksteile verfügten ebenfalls über wenig Schadstoffabsicherung. Die Anlagen fuhren unter einem enormen wirtschaftlichen Druck immer mehr auf Höchstleistung und damit auf Verschleiß, ohne Rücksicht auf die Umwelt. Tonnenweise wurden Produktionsrückstände wie Säureharze oder Bleicherde bis 1995 auf dem Werksgelände in ehemaligen Bombentrichtern und in angrenzenden Restlöchern entsorgt. Dazu kamen nicht beseitigte Kriegsschäden. Unter anderem verschwand der Inhalt des von Bomben zerstörten ehemals größten Treibstofftanks Europas im Erdreich.
Bis Dezember 1949 wurden alle ursprünglichen Anlagen wieder aufgebaut und die Produktionskapazität auf den Stand vor 1944 gebracht. Hinzu kamen in den Jahren 1950 bis 1953 soziale Bauten, unter anderem eine Berufsschule, ein Kulturhaus, zwei Betriebskindergärten, eine Poliklinik, ein Schwimmbad und weitere Werkswohnungen. Am 31. März 1951 erfolgte die Abschaltung der Fischer-Tropsch-Anlage. Das Synthesewerk wurde demontiert und zur weiteren Produktion im VEB Synthesewerk Schwarzheide (vormals Brabag Schwarzheide) wieder aufgebaut. Ab dem Jahr 1958 war das Mineralölwerk Lützkendorf der VVB Mineralöle und organische Grundstoffe in Halle (Saale) unterstellt.

## Zentraler Schmierstoffhersteller

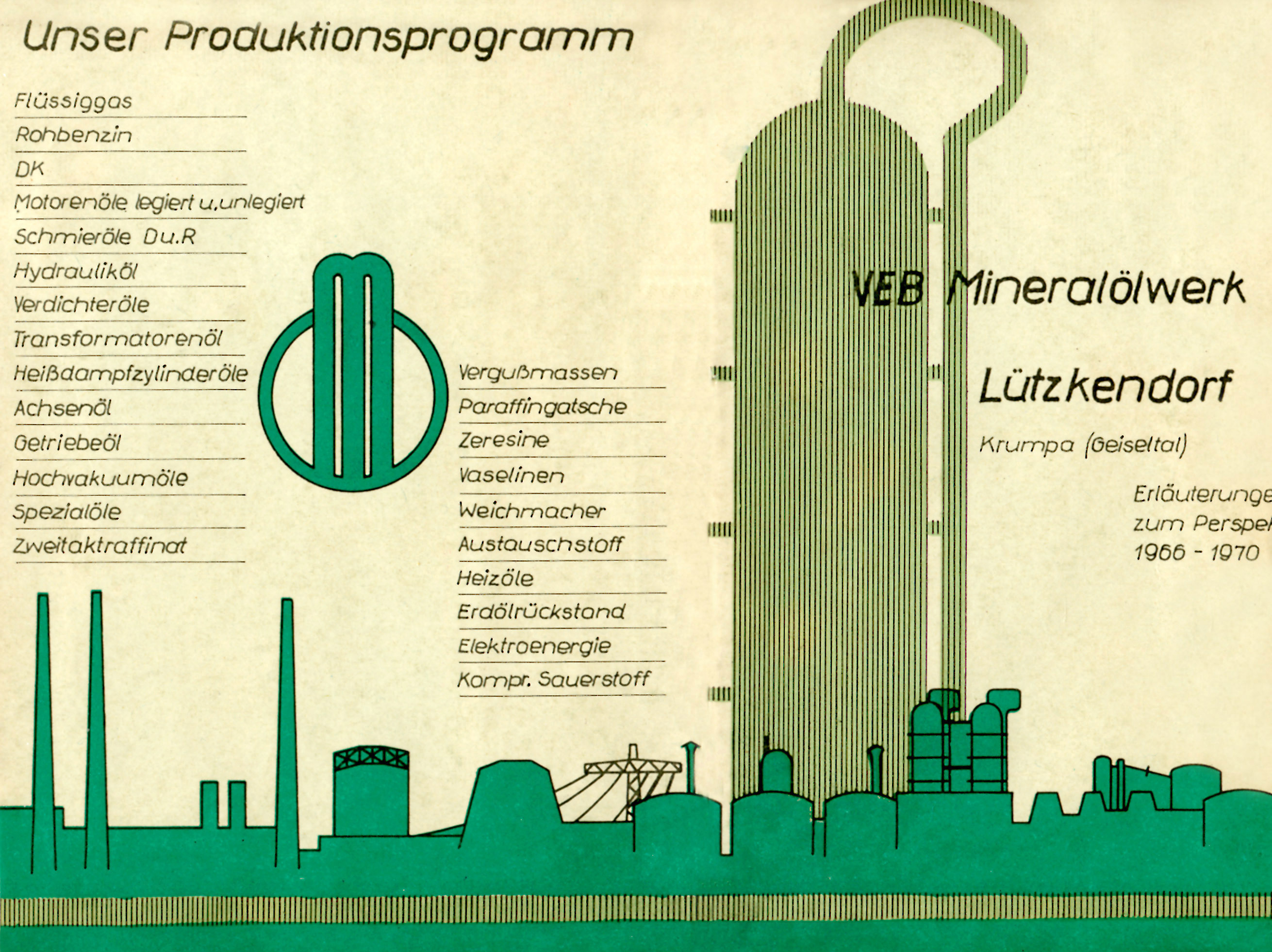
Produktionsprogramm VEB Mineralölwerk Lützkendorf, 1966

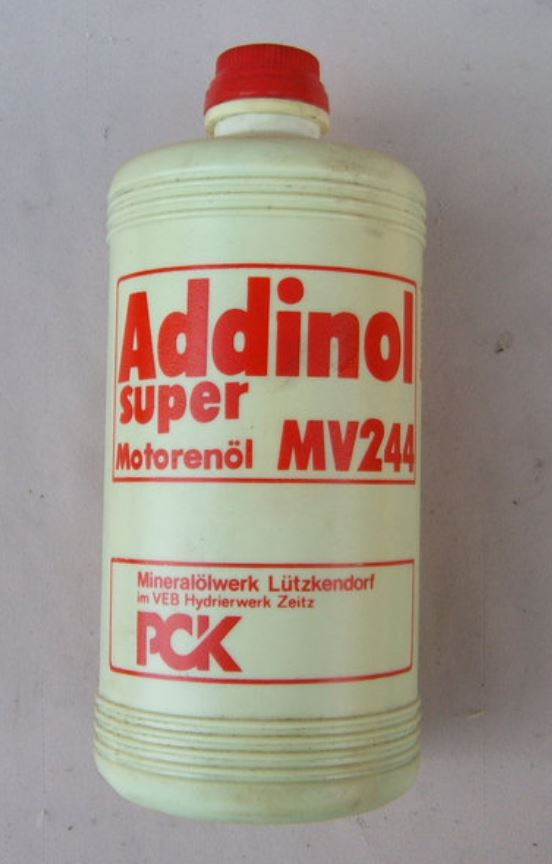
Motoröl Addinol Super MV244

Bis zur Mitte der 1950er Jahre gab es im Handel der DDR nur Schmieröldestillate und keine Raffinate, jedoch noch eine Vielzahl kleiner Betriebe, die Schmiermittel aus Grundölen herstellten. Dies änderte sich mit der geplanten Umstellung auf primäre Erdölverarbeitung und der damit verbundenen Allokation knapper Ressourcen. Im September 1956 begann in Lützkendorf der Bau einer neuen, zusätzlichen Schmierölfabrik, der sich über zehn Jahre erstreckte. Alle elementaren Anlagen des Neuwerks, wie Kraftwerk, Destillation, Raffination, Entparaffinierung, gingen Ende 1967 in Betrieb. Die Kapazität der neuen Schmierölfabrik belief sich auf 250.000 Jato.
Der erste Erdölzug aus der Sowjetunion kam in Lützkendorf am 7. Mai 1962 an. Durch regelmäßige Lieferungen sollte schrittweise die Ablösung der Braunkohleverflüssigung durch effektivere Verfahren auf Erdölbasis erfolgen. Am 15. Januar 1963 notierte das Neue Deutschland:

„22 neue Rezepturen für Schmierölprodukte sind von Mitarbeitern des Mineralölwerkes Lützkendorf, des größten Schmierölerzeugers der Republik, zu Ehren des VI. Parteitages erarbeitet worden. In sozialistischer Gemeinschaftsarbeit gelang es den Angehörigen der Forschungsabteilung ferner, durch umfangreiche Erdöluntersuchungen die Grundlagen für die jährliche Produktion neuer Erzeugnisse im Werte von rund 35 Millionen DM zu schaffen.“

Im Zuge der weiteren Zentralisierung wurde der VEB Mineralölwerk Lützkendorf, Krumpa im Jahr 1969 als Betriebsteil dem VEB Schmierstoffkombinat Zeitz beziehungsweise ab 1970 dem VEB Hydrierwerk Zeitz zugeordnet, welches dem VEB Petrolchemisches Kombinat Schwedt (PCK) unterstand. In den folgenden Jahren entwickelte sich das Mineralölwerk Lützkendorf zum alleinigen Schmierölproduzenten der DDR. Den Absatz der Mineralölprodukte zum Hauptabnehmer Minol koordinierte die Betriebsleitung im Hydrierwerk Zeitz. Die Herstellung eigener Additiv-Produkte begann ab dem Jahr 1974, deren Vertrieb fortan unter dem Markennamen Addinol („Additive in Oil“) erfolgte. Hierfür ging 1976 ein neu errichteter Hydrocracker in Betrieb. Zum 17. November 1977 wurde das Werk Lützkendorf über eine Pipeline an das mit der Erdölleitung Freundschaft verbundene Zentraltanklager Spergau angeschlossen.
Die sowjetischen Erdöllieferungen konnten jedoch zu keinem Zeitpunkt den Bedarf decken. Das Substitutionsverhältnis von Rohbraunkohle zu Erdöl betrug in der DDR 10:1 und der durchschnittliche Anteil des Erdöls in der Energieversorgung nie mehr als 3,6 Prozent. In der zweiten Hälfte der 1970er Jahre erhöhte die Sowjetunion den Ölpreis und Anfang der 1980er Jahre senkte sie sogar die Rohölmenge. 1983 waren die Verrechnungspreise für sowjetisches Rohöl um 10 Prozent höher als die Weltmarktpreise. Damit blieb der DDR-Industrie nichts anderes übrig, als wieder auf die einheimische Braunkohle zurückzugreifen.
Zunächst versuchten die Lützkendorfer und Zeitzer Chemiker mehr leichte Fraktionen und weniger schweres Öl zu produzieren. Diese tiefere Spaltung des Erdöls war jedoch durch abnehmende energetische Wirkungsgrade gekennzeichnet. Letztlich konnte die Palette der Finalprodukte (Motorenöle, Hydrauliköle, Turbinenöle, Maschinenöle, Spezialöle etc.) mittels Braunkohleschwelteer, carbochemischer Tieftemperaturhydrierung (TTH) und elektrochemischer Dampfabscheidung (EVD) stark erweitert werden. Die Vorprodukte lieferte überwiegend das Hydrierwerk Zeitz, die Redestillation erfolgte in Lützkendorf. Das Zweitaktmotorenöl mit TTH-Maschinenölkomponente ging schon Ende der 1950er Jahre in Produktion.
Im November 1978 vermeldete das Ministerium für Volksbildung, dass „die Herstellung des hochwertigen Viertaktmotorenöls Addinol super MV244 jetzt ausschließlich aus einheimischen Rohstoffen gefertigt werden kann“. Im Werk bestand seit Beginn der 1960er Jahre eine Forschungsstelle für die Schmierstoffindustrie mit rund 350 Beschäftigten. Hierfür schlossen der VEB Mineralölwerk Lützkendorf und die Friedrich-Schiller-Universität Jena (FSU) im März 1965 einen Rahmenvertrag. Das Mineralölwerk unterhielt seitdem eine Sektion für angewandte physikalische Chemie der FSU, die der gemeinsamen wissenschaftlichen Forschung und studentischen Ausbildung diente.
Damit begannen die Jahre, in denen Jenaer Chemiestudenten ihr theoretisches Wissen während eines Betriebspraktikums in Lützkendorf praxisorientiert testen konnten. Im Gegenzug übernahmen Mitarbeiter des Forschungsbereiches des Mineralölwerkes auf der Grundlage von Lehraufträgen nebenamtlich vielfältige Lehrverpflichtungen für die Universität. In dem Bereich fiel auch die Forschung und Entwicklung von Luftfahrtbetriebsstoffen, wie Flugturbinenschmierstoffe, strahlungsresistente Schmieröle, nicht oder schwer entflammbare Flüssigkeiten. Die FSU baute ab 1979 den Wissenschaftsbereich technische Chemie stark aus und verlagerte 1982 die Sektion nach Jena. In Lützkendorf verblieb eine personell stark reduzierte Außenstelle bis 1990.
1989, dem Jahr des Beginns der friedlichen Revolution in der DDR, betrug die Gesamtproduktion des Werkes 800.000 Tonnen Mineralölprodukte. Davon entfielen 304.000 Tonnen auf Schmierstoffe. Der Preis dafür war hoch: Die Planwirtschaft hinterließ ein marodes Treibstoffwerk, das unter marktwirtschaftlichen Bedingungen faktisch keinen Bestand haben konnte. Was noch blieb, waren gesellschaftliche Verwerfungen sowie gravierende Verunreinigungen im Boden und Grundwasser – eine verseuchte Erde, auf die nach Ansicht von Experten „kein scharf rechnender Investor sein Geld setzen würde“.

## Privatisierung
Die am 1. März 1990 gegründete Anstalt zur treuhänderischen Verwaltung des Volkseigentums löste den VEB Mineralölwerk Lützkendorf, Krumpa zum 30. April 1990 aus dem VEB Hydrierwerk Zeitz heraus und ordnete das Werk zunächst direkt dem PCK Schwedt als eigenständigen Kombinatsbetrieb zu. Da die Treuhandanstalt über wenig Personal mit marktwirtschaftlicher Erfahrung verfügte, beschäftigte sie bald mehr externe Unternehmensberater als eigene Mitarbeiter. Die Berater kamen überwiegend aus Westdeutschland und empfahlen, das Mineralölwerk Lützkendorf „in ein mit dem Schmierölmarkt vertrautes Unternehmen bis Ende 1992 zu integrieren oder alternativ stillzulegen“.
Im Zuge des politischen Umbruchs 1989/90 war es den Beschäftigten des Mineralölwerks jedoch gelungen, die innerbetriebliche Mitbestimmung auszubauen. Unter der Maßgabe, den Betrieb in ein wettbewerbsfähiges Unternehmen umzuwandeln, stimmte der Betriebsrat der Stilllegung von Teilbetrieben und dem Abbau von Arbeitsplätzen zu. Vor diesem Hintergrund wurde der Betrieb zum 1. Juli 1990 aus dem PCK Schwedt herausgenommen und am 9. Juli 1990 zur ADDINOL Mineralöl GmbH Lützkendorf umgewandelt. Gesellschafter war die Treuhandanstalt, die versuchte, das Unternehmen schnellstmöglich zu privatisieren.
Die Suche nach einem Investor gestaltete sich jedoch als schwierig. Selbst die Wintershall AG, die einstige Eigentümerin des Werkes, lehnte die Rücknahme nebst den in Aussicht gestellten Fördermitteln ab. Erst nach vier Jahren kam ein Kaufvertrag mit einem Investor zustande. Bis dahin war die Produktion von einst 800.000 auf 65.000 Jato Mineralölprodukte gefallen. Am 2. Mai 1994 übernahm der niedersächsische Rechtsanwalt Ludger-Anselm Versteyl über die kurz zuvor in Pfedelbach (Baden-Württemberg) gegründete Innovative Umwelttechnik GmbH (IUG) die ADDINOL Mineralöl GmbH Lützkendorf als Alleingesellschafter.
Die Landesregierung von Sachsen-Anhalt übernahm Altschulden des Unternehmens in Höhe von 220,6 Millionen DM sowie die Kosten für die Beseitigung der bis zum 6. Juli 1990 entstandenen Altlasten und zusätzlich eine Landesbürgschaft für einen Kredit in Höhe von 40 Millionen DM. Als neuen Geschäftsführer setzte Versteyl nach der Übernahme den aus Baden-Württemberg stammenden 32 Jahre alten Diplom-Betriebswirt (FH) Georg Wildegger ein, der im Auftrag der Treuhand seit 1991 als Unternehmensberater der KPMG bei der ADDINOL Mineralöl GmbH Lützkendorf tatig war.
Bis zur Jahresmitte 1995 gelang es, den Verkauf von 65.000 auf 100.000 Tonnen Mineralölprodukte zu erhöhen. Produziert wurde jedoch weiterhin mit alter Technik. Die von Versteyl in Aussicht gestellten Investitionen blieben aus. Allein zur ökologischen Sanierung fehlten 10 bis 20 Millionen DM. Über längere Zeiträume konnten keine Löhne und Gehälter mehr gezahlt werden. Tausende Mitarbeiter verloren ihren Arbeitsplatz. Bis Oktober 1996 blieben von einst rund 4000 Beschäftigten 430 übrig. Die Privatisierung war gescheitert. Angesichts der fortdauernden Schwierigkeiten gewährte die Bundesanstalt für vereinigungsbedingte Sonderaufgaben (BvS), als Nachfolgerin der Treuhandanstalt, eine Rettungsbeihilfe in Form eines Darlehens von 10 Millionen DM und begab sich auf die Suche nach einem neuen Investor.
Für das Scheitern gaben sich die BvS, das Land Sachsen-Anhalt und Versteyl gegenseitig die Schuld. Sachsen-Anhalts Wirtschaftsminister Klaus Schucht warf Versteyl öffentlich in den Medien vor, dass er „keine Ahnung vom Ölgeschäft“ und er alle, die „etwas von dem Geschäft verstanden“, aus der Geschäftsleitung entlassen habe, so dass Zweifel aufkamen, „ob in dieser Ebene überhaupt noch jemand weiß, was da technisch gemacht werden muss“. Dazu klagte Petrofina (FINA) bei der EG in Brüssel wegen Wettbewerbsverzerrung. Nach Angaben der FINA waren die Preise der ADDINOL Mineralöl GmbH Lützkendorf vielfach bis zu 20 Prozent niedriger, als die der Wettbewerber. Die Kostenvorteile führte die Klägerin auf die staatlichen Beihilfen zurück. Tatsächlich erhielt die ADDINOL Mineralöl GmbH im Rahmen der Privatisierung zwischen 1994 und 1996 von der BvS Zuschüsse in Höhe von 91,7 Millionen DM zur Deckung von Verlusten.
Schließlich bot Versteyl dem Land Sachsen-Anhalt den Rückkauf der ADDINOL Mineralöl GmbH zum symbolischen Preis von einer Mark an. Nach langen Diskussionen einigten sich Land und BvS und gewährten nochmals einen Zuschuss von 10 Millionen DM jeweils zur Hälfte. Dabei war die Stilllegung des Mineralölwerks längst beschlossene Sache. Lützkendorf wurde ein Opfer der Leuna-Affäre. Nach dreijähriger Bauzeit nahm Elf Aquitaine (ELF) im Herbst 1997 in Spergau mit einer Rohölverarbeitungskapazität von 12 Millionen Jato die modernste Raffinerie Europas in Betrieb. Ein Interesse an zusätzlichen Raffinerien bestand nicht. 1999 schloss sich Petrofina mit TOTAL zur TotalFina zusammen. Ein Jahr später folgte die Fusion mit ELF zur TotalFinaElf (seit 2003 Total).

## Abwicklung
Im Herbst 1996 begann der Abriss des Mineralölwerks Lützkendorf. Am 2. Oktober 1996 gab Versteyl seinen Beschluss zur Abwicklung bekannt. Für den Misserfolg machte er die Geschäftsleitung, und der von ihm eingesetzte Liquidator ausschließlich die Landesregierung Sachsen-Anhalts verantwortlich. Wirtschaftsminister Schucht sah das anders und sprach von einem „Spiel mit gezinkten Karten“, betonte nochmals den fehlenden technischen Sachverstand der gesamten Geschäftsleitung und bekräftigte zugleich die massiven Vorwürfe des Landes gegenüber der Treuhand/BvS, die 1994 bei der Privatisierung dem Unternehmen die „beste Zukunft“ in Aussicht gestellt hatte. Tatsächlich bewertete der Treuhand-Leitungsausschuss bereits im Februar 1993 das Werk als nicht sanierungsfähig und beschloss die stille Liquidation des Unternehmens.
Am 23. Oktober 1997 beantragte der Liquidator die Einleitung der Gesamtvollstreckung. Als Auffanggesellschaft wurde am 15. Dezember 1997 die Schmieröl Krumpa GmbH & Co. KG gegründet, die kurz danach in der bereits am 4. Dezember 1996 im Handelsregister eingetragenen ADDINOL LUBE Oil GmbH & Co. KG aufging. Die Gesellschaft gehörte mit 76 Prozent der Anteile den vormaligen Geschäftsführern der ADDINOL Mineralöl GmbH Georg Wildegger, Peter Streletz (Herscheid), Hans O. A. Koehn (Hamburg) und zu 24 Prozent der in Grünwald ansässigen BVT Holding GmbH & Co. KG.
Die Bundesregierung beauftragte die Unternehmensberatung Arthur D. Little mit der Erstellung eines „Umstrukturierungsplans“. Diese Bezeichnung war ein Euphemismus. Der Plan legitimierte die Massenentlassungen sowie die „unwiederbringliche Stilllegung“ und den vollständigen Abriss der Produktionsanlagen in Lützkendorf. Die endgültige Stilllegung erfolgte zum 9. März 1998. Damit endete die Geschichte des Mineralölwerks Lützkendorf. Gleichzeitig stellte die ADDINOL Mineralöl GmbH von Ludger-Anselm Versteyl ihre Tätigkeit ein. Die Löschung der Gesellschaft aus dem Handelsregister erfolgte jedoch erst zum 3. Dezember 2012 von Amts wegen.
Da sich der Tätigkeitsbereich erheblich voneinander unterscheidet, sollte die ADDINOL LUBE Oil GmbH & Co. nicht die Rechtsnachfolgerin der ADDINOL Mineralöl GmbH sein. Als reine Vertriebsgesellschaft übernahm ADDINOL LUBE gemäß dem Umstrukturierungsplan nur den Verkauf von Produkten unter dem Markennamen Addinol. Die hierfür erforderlichen Basisöle wurden von der Raffinerie Koramo Kolin AG in Tschechien bezogen und die Fertigung von Schmiermitteln sowie Additiven an Fremdfirmen in Duisburg und in den Niederlanden verlagert. Insgesamt kostete die Umstrukturierung 64,9 Millionen DM, wovon 53,6 Millionen DM die ADDINOL LUBE Oil GmbH & Co. KG erhielt. Im Gegenzug verpflichteten sich die Gesellschafter, 40 Arbeitsplätze zu erhalten, kein Öl mehr zu raffinieren und sich nur auf das Mischen von Öl zu konzentrieren. Die staatlichen Beihilfen für die Umstrukturierung beliefen sich auf 59,9 Millionen DM. Im August 2000 verlegte die ADDINOL LUBE Oil GmbH ihren Sitz nach Leuna.

## Altlasten
Nach der Stilllegung des Mineralölwerks blieb ein hochgradig mit giftigen Stoffen kontaminiertes Betriebsgelände zurück. Ein Teersee mit 110.000 Tonnen abgelagerten Säureharzen und Bleicherde konnte bis zum Jahr 2003 saniert werden. Auf einem Teil des ehemaligen Werksgeländes errichtete BP einen Solarpark, der bei seiner Fertigstellung im Jahr 2004 mit rund 25.000 Solarmodulen der damals größte in Europa war.
Infolge der fortgeschrittenen Schadstoffausbreitung und der komplizierten geologischen Verhältnisse mussten große Bereiche des Geländes einem natürlichen Schadstoffabbau überlassen werden. Der Grundwasserstrom vom ehemaligen Werksgelände in Richtung Geiseltalsee, wurde mit einer rund 40 Meter tiefen und 800 Meter langen Betonmauer gestoppt. Seit Februar 2004 wird das vor der Dichtwand angestaute kontaminierte Grundwasser in einer Drainage gesammelt, gehoben und gereinigt. Geologen gehen davon aus, dass aufgrund der hohen Schadstoffkonzentration der Prozess der „Selbstheilung“ durch Bakterien Jahrzehnte oder gar Jahrhunderte andauert. Das Landesamt für Umweltschutz Sachsen-Anhalt hielt Ende 2009 fest, dass auf dem hochgradig kontaminierten Betriebsgelände „noch heute eine Mineralölquelle eröffnet werden könne“.
Im Jahr 2017 standen noch 25 Öltanks in verschiedenen Größen mit 2000, 1000, 160, 100 und 35 Kubikmetern Fassungsvermögen. Bis zum Jahr 2020 wurden für die Sanierung des Geländes vom Land Sachsen-Anhalt rund 67,7 Millionen Euro aufgewendet. In den kommenden Jahren soll eine langfristige Sicherungsvariante für einzelne unverändert hoch kontaminierte Bereiche abgeleitet werden.